# Helminthophis frontalis
Espèce
Synonymes
- Typhlops frontalis Peters, 1860

Statut de conservation UICN

 DD  : Données insuffisantes
Helminthophis frontalis est une espèce de serpents de la famille des Anomalepididae.

## Répartition
Cette espèce se rencontre au Panama et au Costa Rica.

## Publication originale
- Peters, 1860 : Drei neue Schlangen des k. zoologischen Museums aus America und Bemerkungen über die generelle Unterscheidung von anderen bereits bekannten Arten. Monatsberichte der Königlichen Preussischen Akademie der Wissenschaften zu Berlin, vol. 1860, p. 517-521 (texte intégral).